# Teatro Apolo (El Algar)
El teatro Apolo, también llamado teatro Circo Apolo, es un teatro localizado en la localidad de El Algar, en el municipio de Cartagena (Región de Murcia-España).
Se trata de una obra modernista proyectada por el arquitecto Pedro Cerdán en 1905 y fue inaugurado el 4 de enero de 1907. Fue construido en pleno auge de la Sierra minera de Cartagena-La Unión. 
Se trata de un teatro a la italiana con platea y palcos. Conservaba un telón de boca pintado a mano que ha sido recientemente restaurado.
El teatro se encontraba en muy mal estado de conservación y a finales de la década de 1990 se inició un proceso de restauración a cargo de la Dirección General de Bellas Artes de la Región de Murcia que ha sido culminado en el año 2009. 
En verano de 2009, finalizadas las obras de restauración, el teatro Apolo se encuentra a la espera de su inminente inauguración.
Está protegido como Bien de Interés Cultural según decreto del Gobierno de la Región de Murcia de 12 de marzo de 1998.

## Referencias

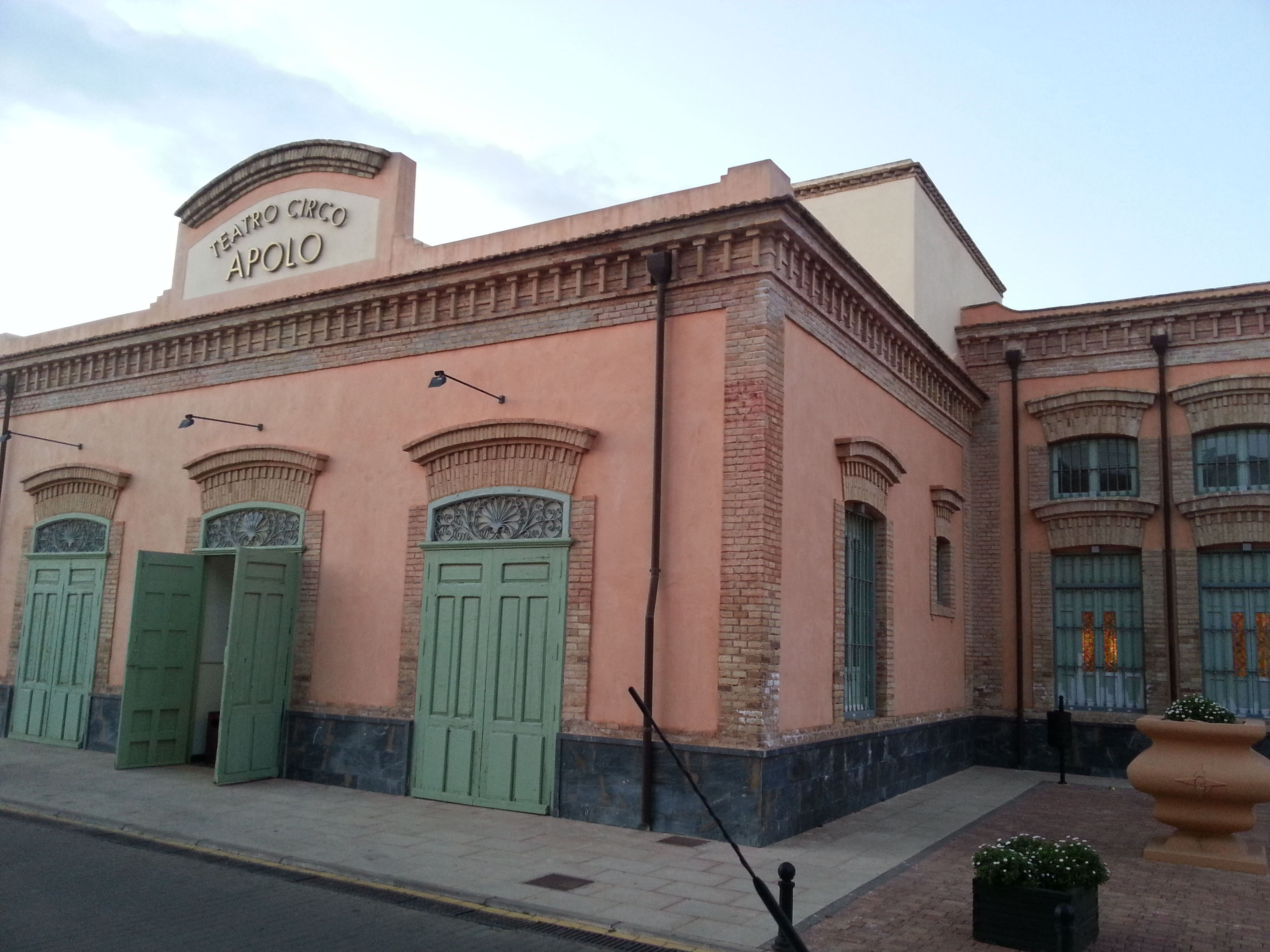
Fachada del teatro.